# Puente de la Unión (Dueñas)
El puente de la Unión, o puente colgado de Dueñas, fue un puente sobre el río Pisuerga en el municipio español de Dueñas, en la provincia de Palencia. Fue construido a mediados del siglo XIX.

## Historia
El puente fue construido en 1845 bajo la dirección del ingeniero de caminos Andrés de Mendizábal, de quien sería también el proyecto, en el que participó igualmente Calixto de Santa Cruz. Inaugurado el 1 de junio de dicho año, en origen se le dio el nombre de «puente de la Unión», en alusión a la confluencia de los ríos Carrión y Pisuerga aguas arriba del puente.
Hasta 1874, es decir, durante veintinueve años, estuvo entregado al municipio de Dueñas, fecha en que pasó a conservarse por cuenta del Estado. En septiembre de 1883 un incendio devoró el tablero, siendo colocado uno nuevo un año más tarde. Desapareció como tal en la década de 1920: en 1924 se pusieron en marcha la obras para levantar otro nuevo puente sobre su estructura, de la que se aprovechó menos de lo planteado en un principio.

## Descripción
El puente colgado de Dueñas se hallaba situado sobre el río Pisuerga, en la carretera de Esguevillas a Dueñas, a un kilómetro aproximadamente de la localidad. La luz del puente era de 72,70 metros y su ancho se hallaba dividido en tres zonas: una central para el paso de carruajes y caballerías de 4,12 metros, y otras dos de 0,80 metros de ancho, que eran los andenes.
Los estribos, sobre paramentos de sillería, llegaban hasta la altura del tablero. Sobre cada estribo se levantaban los pilares, también de sillería, que distaban uno de otro por sus bases 4,50 metros. Estos pilares tenían 7,70 metros de altura. La sección en la base era un rectángulo con unas dimensiones de 1,66 x 1,40 m. Estas disminuían, reduciéndose en su parte superior a 1,30 x 1,10 m. Sobre los cuatro remates de estos pilares estaban colocadas cuatro placas de fundición de 0,046 m de grueso, ligeramente cóncavas, que recibían rodillos del mismo metal de 0,62 m de altura, reforzadas por medio de nervios.
El tablero, de pino de Soria, se hallaba a 8,80 metros sobre las aguas bajas. Las vigas del tablero llevan unos estribos que se enganchaban en 126 péndolas de 0,032 m de diámetro, que estaban suspendidas por medio de abrazaderas en forma de yugo a cada dos cables de los ocho (dos pares de cada lado) de que se componía el puente. La flecha de cada par de cables en un mismo lado era distinta, pues en los superiores medía cerca de 6,50 m y en los inferiores 7 m. Los cuatro cables de cada lado se reunían para pasar en forma de madeja extendida sobre los rodillos de fundición que coronaban los pilares; después volvían a ligarse, formando los cuatro fiadores que cambiaban de dirección para enlazarse con los cuatro cables de amarra a los 17 metros cerca del eje de los pilares. El cambio de dirección de los fiadores se verificaba por medio de otro rodillo igual al de los pilares, sobre el cual se extendían, como en aquel, los hilos de los cuatro cables en forma de madeja, para ligarse de nuevo y enlazarse con los de amarra, los cuales entraban verticalmente en las chimeneas de amarra hasta las galerías, donde cada uno estaba sujeto con tres grandes pasadores de hierro forjado al macizo de fábrica, que contrarrestaba la tensión.